# IV Comando del Distrito Aéreo
El IV Comando del Distrito Aéreo (Luftkreis-Kommando IV) fue una unidad de la Luftwaffe durante la Segunda Guerra Mundial.

## Historia
Fue formado el 1 de abril de 1934 en Münster, subordinado por el R.L.M.. Se utiliza cobertura aérea por la IV Oficina General Aérea hasta el 31 de marzo de 1935. El 12 de octubre de 1937 es renombrado 4.º Comando del Distrito Aéreo, y el  4 de febrero de 1938 junto con el 7.º Comando del Distrito Aéreo del 2.º Comando del Grupo de la Fuerza Aérea.

## Comandante
- Teniente general Hans Halm – (1 de abril de 1934 – 1 de julio de 1935)
- Teniente general Karl-Albrecht Mensching – (1 de julio de 1935 – 1 de abril de 1936)
- Mayor general Hubert Weise – (1 de abril de 1936 – 4 de febrero de 1938)

### Jefes de Estado Mayor
- Coronel Walter Musshoff – (1 de abril de 1934 – 1 de octubre de 1937)
- Coronel Ulrich Kessler – (1 de octubre de 1937 – 4 de febrero de 1938)

## Controladas las siguientes unidades
- IV Comandante Superior  Aéreo en Münster – (1 de abril de 1935 – 12 de octubre de 1937)
- 4.º Comandante Superior  Aéreo en Münster – (12 de octubre de 1937 – 4 de febrero de 1938)
- IV Comandante Superior de Artillería Antiaérea del Distrito Aéreo en Münster - (1 de octubre de 1935 – 12 de octubre de 1937)
- 4.º Comandante Superior Antiaéreo en Münster – (12 de octubre de 1937 – 4 de febrero de 1938)
- 9.º Comando Administrativo Aéreo en Hannover/Braunschweig – (1 de abril de 1936 – 6 de octubre de 1936)
- 10.º Comando Administrativo Aéreo en Münster – (1 de abril de 1936 – 12 de octubre de 1937)
- 11.º Comando Administrativo Aéreo en Giessen – (1 de abril de 1937 – 12 de octubre de 1937)
- X Comando Administrativo Aéreo en Münster – (12 de octubre de 1937 – 4 de febrero de 1938)
- XI Comando Administrativo Aéreo en Giessen – (12 de octubre de 1937 – 4 de febrero de 1938)
- 4.º Grupo Aéreo de Mantención
- 14.º Regimiento Aéreo de Comunicaciones en Münster – (1 de octubre de 1935 – 4 de febrero de 1938)